# Carl Cort
Carl Edward Richard Cort (Southwark, 1 november 1977) is een Engels voormalig profvoetballer van Guyaanse afkomst die speelde als aanvaller. Hij is een halfbroer van Ruben Loftus-Cheek.

## Clubcarrière

### Wimbledon
Cort, naar lengte een grote spits, begon zijn loopbaan als profvoetballer bij Wimbledon, waar hij in 1996 doorstroomde uit de jeugd. Wimbledon degradeerde in 2000 na acht jaar uit de Premier League en Cort verliet daarop de club. In vier seizoenen speelde hij 76 competitiewedstrijden en scoorde zestien keer. Hij werd wel vaker als flankspeler gebruikt door zijn trainers Joe Kinnear en Egil Olsen.

### Newcastle United
Cort vertrok in juli 2000 naar Newcastle United, waardoor hij op het hoogste niveau actief bleef. Manager Bobby Robson moest zeven miljoen Britse pond vrijmaken voor de aanvaller. In zijn eerste wedstrijd op St. James' Park tegen Derby County scoorde Cort meteen. Cort liep echter een hamstringblessure op en speelde slechts 13 competitiewedstrijden in het seizoen 2000/01. Het seizoen daarop was Cort opnieuw geblesseerd en speelde hij acht Premier League-wedstrijden. Tijdens het seizoen 2002/03 draafde hij slechts een keer op: tegen West Ham United mocht hij vier minuten voor tijd invallen voor Shola Ameobi.

### Wolverhampton Wanderers
De door blessures geteisterde Cort verliet St. James' Park in de wintermercato van 2004 met 22 competitiewedstrijden en zeven doelpunten achter zijn naam. Wolverhampton Wanderers betaalde twee miljoen Britse pond voor Cort. Met de Wolves degradeerde Cort aan het einde van het seizoen 2003/04 uit de Premier League. In tweede afdeling verging het Cort plots veel beter en hij scoorde 16 keer uit 40 Championship-wedstrijden. Na het seizoen 2004/05 werd de aanvaller echter alweer genekt door blessureleed.

### Leicester City
Cort stond nog tot en met juni 2007 onder contract op Molineux, waarna Wolverhampton Wanderers hem transfervrij liet vertrekken en Cort een contract ondertekende bij Leicester City. Hij maakte zijn enige doelpunt voor Leicester in de League Cup tegen Chelsea. Leicester verloor met 4–3 en was uitgeschakeld. Cort ontgoochelde in de competitie, de Championship, en werd nog in de wintermercato van 2007/08 op de transferlijst geplaatst.

### UD Marbella
Cort maakte het seizoen 2007/08 vol bij het Spaanse UD Marbella.

### Norwich City
In december 2008 keerde de aanvaller terug naar Engeland en zette zijn krabbel onder een contract bij Norwich City. Op 3 februari 2009 scoorde Cort zijn eerste competitiedoelpunt sinds maart 2006, destijds voor de Wolves tegen Hull City. Hij scoorde tegen Reading, een 3–3 gelijkspel. Het bleef voor Cort bij dat ene doelpunt en Cort verliet Carrow Road na een degradatie naar de League One oftewel derde afdeling onder coach Bryan Gunn.

### Brentford
Nadat hij in juli 2009 geen contract kreeg bij Wycombe Wanderers verbond Cort zijn toekomst in augustus 2009 aan Brentford. Zijn eerste doelpunt voor Brentford kwam tegen Swindon Town op 3 oktober 2009, een 2–3 thuisnederlaag voor Brentford. Daarna scoorde Cort nog vijf maal uit 26 competitiewedstrijden voor The Bees. In 2011 mocht hij andere lucht opsnuiven.

### Tampa Bay Rowdies
Cort was een jaar werkloos vooraleer hij in september 2012 naar de Verenigde Staten verhuisde. Cort werd er actief bij de Tampa Bay Rowdies. Na twee seizoenen bij Tampa Bay Rowdies zette de blessuregevoelige Cort een punt achter zijn loopbaan.

## Interlandcarrière
Cort speelde zes interlands in het Guyaans voetbalelftal (2011–2012).

## Persoonlijk leven
Cort en zijn oudere broer Leon, die ook profvoetballer (verdediger) werd, zijn de halfbroers van voetballer Ruben Loftus-Cheek (middenvelder).